# Microibidion fluminense
Microibidion fluminense är en skalbaggsart som först beskrevs av Martins 1962.  Microibidion fluminense ingår i släktet Microibidion och familjen långhorningar. Inga underarter finns listade i Catalogue of Life.